# American Bad Ass
American Bad Ass è un singolo del cantante e musicista statunitense Kid Rock, tratto dall'album del 2000 The History of Rock.

## Collaborazioni
Per la parte iniziale della canzone è stata usata la stessa introduzione di Sad but True dei Metallica, i quali hanno collaborato alla stesura del pezzo con Kid Rock, che nel testo manifesta la sua passione per gli AC/DC e gli ZZ Top.

## Uso
La canzone è stata usata nel 2000 dalla World Wrestling Entertainment come musica d'ingresso per The Undertaker che con questa canzone ha manifestato il cambio di gimmick da "Deadman" ad appunto "American Bad Ass". L'ha usata per la prima volta al PPV "Judgment Day" il 21 maggio 2000, in occasione del suo ritorno dopo diversi mesi d'assenza dalle scene.